# Carlos Cavazo
Carlos Cavazo (Atlanta, Georgia, Estados Unidos, 8 de julio de 1957) es un guitarrista estadounidense, reconocido por ser el guitarrista de la banda de heavy metal Quiet Riot durante su mayor éxito comercial. También ha tocado con otras agrupaciones como Snow, 3 Legged Dogg, Hollywood Allstarz y Ratt.

## Carrera
En sus primeros años de trayectoria formó junto a Tony Cavazo, su hermano, la banda Snow. Años después reemplazó a Randy Rhoads en Quiet Riot. Desde ese momento, permaneció inamovible en el seno de la banda, hasta su ruptura en el nuevo milenio. Cuando el vocalista Kevin DuBrow reformó la agrupación, Cavazo no fue incluido.
Recientemente estuvo vinculado a bandas como 3 Legged Dog y Big Noise. También formó una banda con Juan Croucier (exbajista de bandas como Dokken, Quiet Riot y Ratt) y el baterista John Medina.
Fue parte de Ratt, banda a la que llegó para ocupar el lugar del fallecido Robbin Crosby, hasta la primavera de 2018.
Actualmente es miembro de las bandas King Kobra y Hurricane, a las que se unió en 2021 y 2023, respectivamente.

## Discografía

### Snow
- 1981 - Snow

### Max Havoc, LTD
- 1983 - Max Havoc

### Quiet Riot
- 1983 Metal Health
- 1984 Condition Critical
- 1986 QRIII
- 1988 Quiet Riot
- 1993 Terrified
- 1995 Down to the Bone
- 1999 Alive and Well
- 2001 Guilty Pleasures

### Hear 'n Aid
- 1985 - Hear 'n Aid

### 3 Legged Dogg
- 2006 - Frozen Summer

### Power Project
- 2006 - Dinosaurs

### Tim "Ripper" Owens
- 2009 - Play My Game

### Ratt
- 2010 - Infestation